# Chanpur (zila)
Chanpur (Bengaals:চাঁদপুর জেলা) is een district (zila) in de divisie Chittagong in Bangladesh. Het district bestaat slechts sinds 1984, daarvoor hoorde het samen met Brahmanbaria bij het district Comilla.